# 1-Chloro-1,1,2,2-tétrafluoroéthane
Le 1-chloro-1,2,2,2-tétrafluoroéthane est un hydrochlorofluorocarbure (HCFC) utilisé comme réfrigérant.
Son potentiel de réchauffement global vaut 620 et son potentiel de déplétion ozonique 0,022.